# Superdator

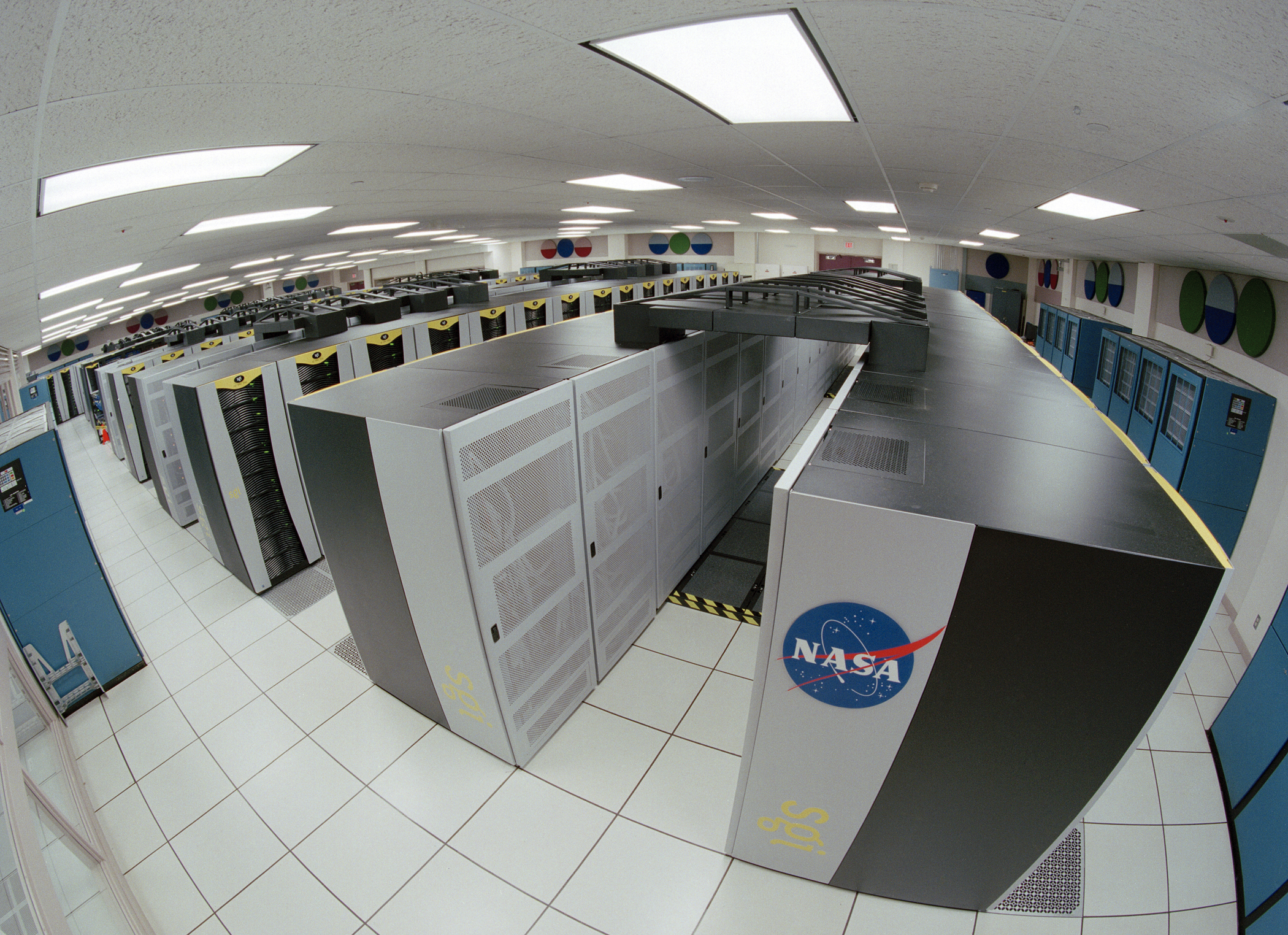
En Columbia-superdator hos NASA:s Advanced Supercomputing Facility på Ames Research Center

Begreppet superdator brukar avse en dator som är markant snabbare än en vid tidpunkten genomsnittlig dator. Detta har till följd att det som kallas superdator vid en tidpunkt kanske inte alls förtjänar titeln vid en senare tidpunkt. Superdatorn kan vara ett kluster av en mängd vanliga datorer, eller en enda stor dator med många processorer.
Tidigare kunde en superdator innehålla en eller ett fåtal extremt snabba processorer men vid denna tidpunkt (2007) har utvecklingen av enskilda processorers snabbhet saktat in markant, och superdatorerna har i princip utan undantag hundratals eller tusentals processorer. En av de första massivt parallella superdatorerna var Connection Machine. Prestanda tenderar att öka betydligt långsammare än linjärt med antalet processorer, d.v.s. även om 1000 processorer i teorin är 1000 gånger snabbare än 1 ensam processor så är det i praktiken svårare att utnyttja den totala kapaciteten ju fler processorer man har.
Superdatorer används exempelvis till väderprognoser och simuleringar av komplicerade fysiska fenomen, till exempel aerodynamik. På grund av deras huvudsakliga användning inom matematik jämförs dessa datorer oftast med hur många flyttalsoperationer de kan utföra inom en viss tidsrymd. Den vanligaste enheten för detta är FLOPS (FLoating Point Operations Per Second).
En av de framstående personerna inom detta fält är Seymour Cray som under flera år ledde utvecklingen. Cray-1 var en av hans mest kända skapelser.
Delvis på grund av problemet med att få ut hela den teoretiska kraften ur många parallella processorer så är idag superdatorer oftast specialiserade konstruktioner avsedda för en speciell typ av arbete, detta för att det är lättare att skräddarsy datorn och dess styrprogram för ett speciellt problem än att göra den snabb på alla typer av problem. Exempelvis Earth Simulator som endast är avsett att göra väderprognoser eller ASCI White som används av den amerikanska militären för att göra simuleringar av atombombsexplosioner.

## Tidslinje
Här följer en lista på rekordinnehavande superdatorer genom tiderna. För rekord innan 1993 används spridda källor. Från 1993 och framåt används information från Top500 som använder prestandatestet Linpack för sin rankning.
| År   | Benämning                                | Topphastighet | Geografisk placering |
| ---- | ---------------------------------------- | ------------- | --- |
| 1942 | Atanasoff–Berry Computer (ABC)           | 30 OPS        | Iowa State University, Ames, Iowa, USA                                                                                          |
| 1942 | TRE Heath Robinson                       | 200 OPS       | Bletchley Park |
| 1944 | Flowers Colossus                         | 5 kOPS        | Post Office Research Station, Dollis Hill                                                                                       |
| 1946 | UPenn ENIAC (before 1948+ modifications) | 100 kOPS      | Aberdeen Proving Ground, Maryland, USA                                                                                          |
| 1954 | IBM NORC                                 | 67 kOPS       | U.S. Naval Proving Ground, Dahlgren, Virginia, USA                                                                              |
| 1956 | MIT TX-0                                 | 83 kOPS       | Massachusetts Inst. of Technology, Lexington, Massachusetts, USA                                                                |
| 1958 | IBM AN/FSQ-7                             | 400 kOPS      | 25 U.S. Air Force-baser i USA och 1 dator i Kanada (52 exemplar)                                                                |
| 1960 | UNIVAC LARC                              | 250 kFLOPS    | Lawrence Livermore National Laboratory, Kalifornien, USA                                                                        |
| 1961 | IBM 7030 "Stretch"                       | 1.2 MFLOPS    | Los Alamos National Laboratory, New Mexico, USA                                                                                 |
| 1964 | CDC 6600                                 | 3 MFLOPS      | Lawrence Livermore National Laboratory, Kalifornien, USA                                                                        |
| 1969 | CDC 7600                                 | 36 MFLOPS     | Lawrence Livermore National Laboratory, Kalifornien, USA                                                                        |
| 1974 | CDC STAR-100                             | 100 MFLOPS    | Lawrence Livermore National Laboratory, Kalifornien, USA                                                                        |
| 1975 | Burroughs ILLIAC IV                      | 150 MFLOPS    | NASA Ames Research Center, Kalifornien, USA                                                                                     |
| 1976 | Cray-1                                   | 250 MFLOPS    | Los Alamos National Laboratory, New Mexico, USA (över 80 exemplar runt om i världen)                                            |
| 1981 | CDC Cyber 205                            | 400 MFLOPS    | (åtskilliga exemplar i flera länder)                                                                                            |
| 1983 | Cray X-MP/4                              | 941 MFLOPS    | Los Alamos National Laboratory; Lawrence Livermore National Laboratory; Battelle; Boeing                                        |
| 1984 | M-13                                     | 2.4 GFLOPS    | Scientific Research Institute of Computer Complexes, Moskva, Sovjetunionen                                                      |
| 1985 | Cray-2/8                                 | 3.9 GFLOPS    | Lawrence Livermore National Laboratory, Kalifornien, USA                                                                        |
| 1989 | ETA10-G/8                                | 10.3 GFLOPS   | Florida State University, Florida, USA                                                                                          |
| 1990 | NEC SX-3/44R                             | 23.2 GFLOPS   | NEC, Fuchū, Japan |
| 1993 | Thinking Machines CM-5/1024              | 65.5 GFLOPS   | Los Alamos National Laboratory; National Security Agency                                                                        |
| 1993 | Fujitsu Numerical Wind Tunnel            | 124.50 GFLOPS | National Aerospace Laboratory, Tokyo, Japan                                                                                     |
| 1993 | Intel Paragon XP/S 140                   | 143.40 GFLOPS | Sandia National Laboratories, New Mexico, USA                                                                                   |
| 1994 | Fujitsu Numerical Wind Tunnel            | 170.40 GFLOPS | National Aerospace Laboratory, Tokyo, Japan                                                                                     |
| 1996 | Hitachi SR2201/1024                      | 220.4 GFLOPS  | Tokyouniversitetet, Japan |
| 1996 | Hitachi/Tsukuba CP-PACS/2048             | 368.2 GFLOPS  | Center for Computational Physics, University of Tsukuba, Tsukuba, Japan                                                         |
| 1997 | Intel ASCI Red/9152                      | 1.338 TFLOPS  | Sandia National Laboratories, New Mexico, USA                                                                                   |
| 1999 | Intel ASCI Red/9632                      | 2.3796 TFLOPS | Sandia National Laboratories, New Mexico, USA                                                                                   |
| 2000 | IBM ASCI White                           | 7.226 TFLOPS  | Lawrence Livermore National Laboratory, Kalifornien, USA                                                                        |
| 2001 | IBM ASCI White                           | 7.226 TFLOPS  | Lawrence Livermore National Laboratory, Kalifornien, USA                                                                        |
| 2002 | NEC Earth Simulator                      | 35.86 TFLOPS  | Earth Simulator Center, Yokohama, Japan                                                                                         |
| 2003 | NEC Earth Simulator                      | 35.86 TFLOPS  | Earth Simulator Center, Yokohama, Japan                                                                                         |
| 2004 | IBM Blue Gene/L                          | 70.72 TFLOPS  | USA:s energidepartement/IBM, USA                                                                                                |
| 2005 | IBM Blue Gene/L                          | 136.8 TFLOPS  | USA:s energidepartement/U.S. National Nuclear Security Administration, Lawrence Livermore National Laboratory, Kalifornien, USA |
| 2005 | IBM Blue Gene/L                          | 280.6 TFLOPS  | USA:s energidepartement/U.S. National Nuclear Security Administration, Lawrence Livermore National Laboratory, Kalifornien, USA |
| 2007 | IBM Blue Gene/L                          | 478.2 TFLOPS  | USA:s energidepartement/U.S. National Nuclear Security Administration, Lawrence Livermore National Laboratory, Kalifornien, USA |
| 2008 | IBM Roadrunner                           | 1.11 PFLOPS   | USA:s energidepartement, USA |
| 2009 | Cray Jaguar                              | 1.759 PFLOPS  | DoE-Oak Ridge National Laboratory, Tennessee, USA                                                                               |
| 2010 | Tianhe-IA                                | 2.507 PFLOPS  | National Supercomputing Center, Tianjin, Kina                                                                                   |
| 2011 | Fujitsu K Computer                       | 8.162 PFLOPS  | RIKEN, Saitama prefektur, Japan                                                                                                 |
|      | Titan                                    | 17.6 PFLOPS   | USA |
|      | Sunway Taihulight                        | 93 PFLOPS     | Kina |
| 2018 | Summit                                   | 122.3 PFLOPS  | USA |

## Distribuerade superdatorer
Ordet "superdator" används historiskt om den klass av parallelldatorsystem som optimeras för att utföra linjär algebra. Typiskt finns systemets alla noder i samma rum och är ihopkopplade i snabba nätverk. I praktiken definieras begreppet av forskarorganisationen Top500 och dess prestandatest HPL.
Många beräkningsuppgifter behöver inte extremt snabb kommunikation mellan noderna. Sådana beräkningsuppgifter betecknas av superdatorforskarna lätt nedlåtande för "embarrasingly parallel", pinsamt parallella. För att få höga prestanda i pinsamt parallella beräkningar räcker det med att låta många separata datorer räkna på varsitt delproblem. Den enda kommunikationen mellan noderna sker när uppgifterna distribueras och resultaten samlas in.
Rekordet i pinsamt parallella beräkningar innehades i september 2008 av Standforduniverstetets arkitektur Folding@home, som då nådde fyra petaflops, fyra gånger snabbare än dåvarande Top100-ledaren IBM Roadrunner. Arkitekturen bestod av 340 000 persondatorer och Sony Playstation 3-stationer sammankopplade över Internet. Beräkningarna utförs i persondatorernas CPUer och grafikkort och i Playstations Cellprocessor, samma processor som är motorn i IBM Roadrunner.
Andra distribuerade system av Internetuppkopplade datorer är Berkeleyuniversitetets Boinc och SETI@home, och George Woltmans projekt Gimps.